# Надеждинка (Карабалыкский район)
Наде́ждинка (каз. Надеждин) — село в Карабалыкском районе Костанайской области Казахстана. Входит в состав Костанайского сельского округа. Находится примерно в 9 км к западу от районного центра, посёлка Карабалык. Код КАТО — 395045600.

## Население
В 1999 году население села составляло 722 человека (359 мужчин и 363 женщины). По данным переписи 2009 года, в селе проживало 570 человек (282 мужчины и 288 женщин).